# Radio Berg
Radio Berg ist das Lokalradio für den Oberbergischen Kreis und den Rheinisch-Bergischen Kreis. Es ging am 7. Oktober 1995 auf Sendung und bekam seine Lizenz von der Landesanstalt für Medien Nordrhein-Westfalen. Chefredakteurin ist seit Februar 2023 Alex Pesch.

## Programm
Radio Berg sendet täglich acht Stunden Lokalprogramm. Dazu gehört montags bis freitags die Morningshow „Am Morgen“, die zwischen 6 und 10 Uhr gesendet wird und das Nachmittagsprogramm „Am Nachmittag“, welches seit dem 30. Juli 2018 zwei Stunden früher und somit um 14 Uhr beginnt und um 18 Uhr endet. Zur halben Stunde kommen Lokalnachrichten von Radio Berg mit Wetter und Verkehrsnachrichten für das Sendegebiet. Am Wochenende gehört „Am Wochenende“ (9 bis 12 Uhr) zum lokalen Programm.
Außerdem strahlt Radio Berg auf seinen Frequenzen gemäß den gesetzlichen Bestimmungen Bürgerfunk aus. Dieser ist montags bis samstags von 20 bis 21 Uhr und sonntags von 19 bis 20 Uhr zu hören. Das restliche Programm und die Nachrichten zur vollen Stunde werden vom Mantelprogrammanbieter Radio NRW übernommen.

## Moderatoren
Aktuelle Moderatoren sind u. a. Volker Sailer, Nicole Schmitz, Alex Pesch, Katja Effey, Julia Drexler.
Ehemalige bekannte Moderatoren sind unter anderem Wolfgang Roth, David Fernandez, Brigitte Mackscheidt, Sandra Samper, Sascha Wandhöfer, Michi Arlt, Basti Wirtz und Markus Hendrich.
Gründungsmitglieder waren Barbara Erbe, Guido Jahn, Ralf Arenz.

## Empfang
Radio Berg ist im Oberbergischen Kreis und im Rheinisch-Bergischen Kreis auf folgenden vier Frequenzen zu empfangen:
- 96,9 MHz für den nördlichen Rheinisch-Bergischen Kreis (Sender Opladen, 500 W)
- 99,7 MHz für den südlichen Rheinisch-Bergischen Kreis (Sender Köln-Poll, 500 W)
- 105,2 MHz für weite Teile des Oberbergischen Kreises und den östlichen Rheinisch-Bergischen Kreis (Sender Lindlar, 4 kW)
- 105,7 MHz für den südlichen Oberbergischen Kreis (Sender Waldbröl, 1 kW)